# Saint-Couat-du-Razès
Saint-Couat-du-Razès ist eine Gemeinde im französischen Département Aude in der Region Okzitanien. Sie gehört zum Kanton La Région Limouxine und zum Arrondissement Limoux. 

## Lage
Hier entspringt das Flüsschen Cougaing, durchquert das Gemeindegebiet und entwässert zur Aude. 
Nachbargemeinden sind La Bezole im Nordwesten, Castelreng im Norden, Bouriège im Osten, Bourigeole im Süden und Saint-Benoît im Westen.

## Bevölkerungsentwicklung

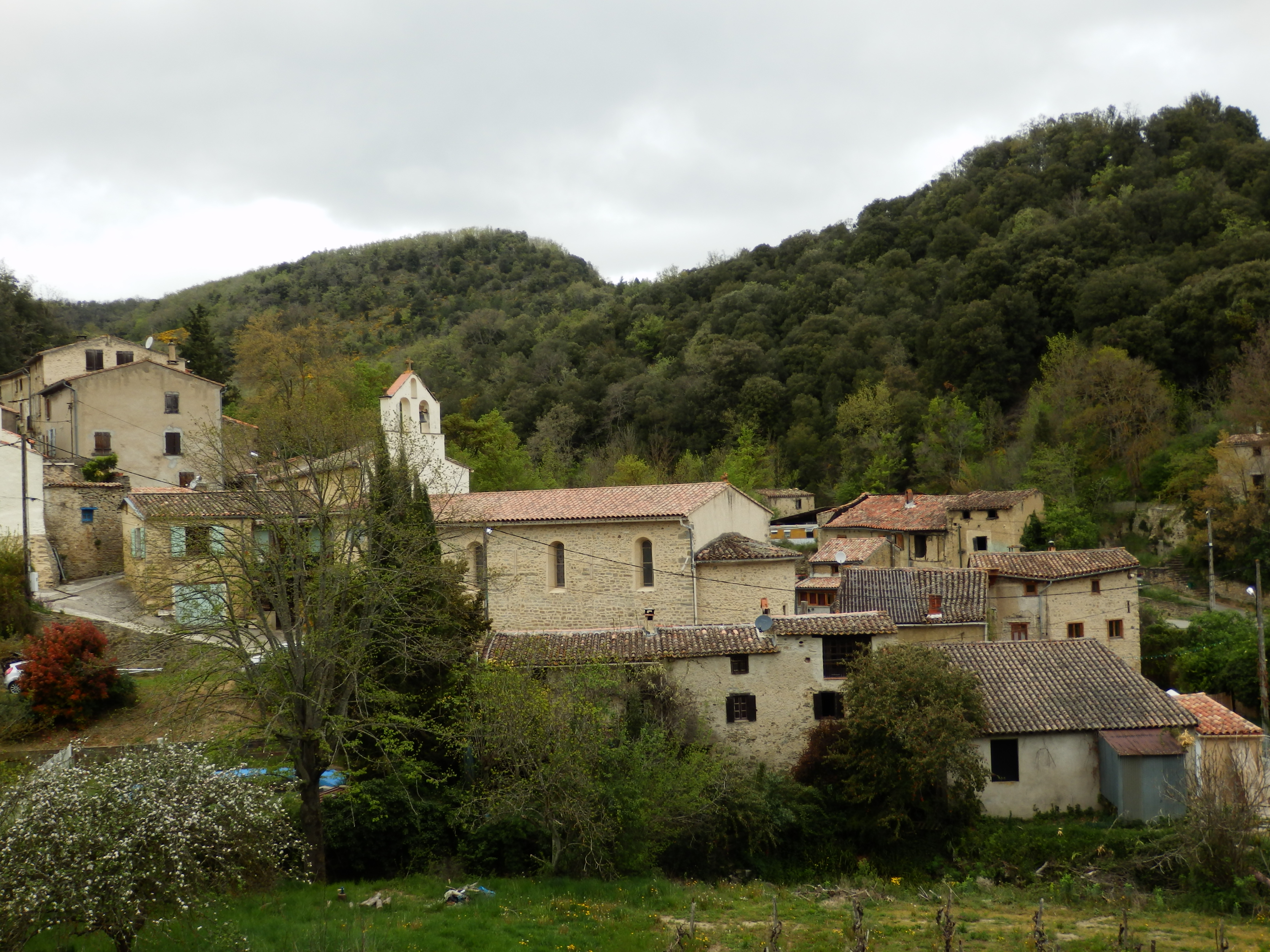
Ortsansicht

| Jahr      | 1962 | 1968 | 1975 | 1982 | 1990 | 1999 | 2008 | 2015 |
| --------- | ---- | ---- | ---- | ---- | ---- | ---- | ---- | ---- |
| Einwohner | 55   | 44   | 43   | 56   | 46   | 49   | 55   | 65   |

## Bauwerke
- Kirche St-Cucufat, im Kern mittelalterlich